# Pseudelydna xanthia
Pseudelydna xanthia är en fjärilsart som beskrevs av George Francis Hampson 1902. Pseudelydna xanthia ingår i släktet Pseudelydna och familjen trågspinnare. Inga underarter finns listade i Catalogue of Life.